# Molntjärnen, Hälsingland
Molntjärnen är en sjö i Bollnäs kommun i Hälsingland och ingår i Ljusnans huvudavrinningsområde. Sjön är 8,6 meter djup, har en yta på 0,0511 kvadratkilometer och befinner sig 217,1 meter över havet.

## Delavrinningsområde
Molntjärnen ingår i det delavrinningsområde (678554-153636) som SMHI kallar för Ovan 678703-153754. Medelhöjden är 142 meter över havet och ytan är 12,14 kvadratkilometer. Räknas de 31 avrinningsområdena uppströms in blir den ackumulerade arean 193,17 kvadratkilometer. Flugån (Kilån) som avvattnar avrinningsområdet har biflödesordning 2, vilket innebär att vattnet flödar genom totalt 2 vattendrag innan det når havet efter 40 kilometer. Avrinningsområdet består mestadels av skog (73 procent) och jordbruk (16 procent). Avrinningsområdet har 0,05 kvadratkilometer vattenytor vilket ger det en sjöprocent på 0,4 procent.